# Enkoimesis
Als Enkoimesis (altgriechisch ἐγκοίμησις), Inkubation (von lateinisch incubatio) oder Tempelschlaf bezeichnet man eine seit der Antike belegte Praxis der Trauminkubation, bei der ein Kranker das Heiligtum eines Gottes oder eines Heros aufsuchte und dort (manchmal in Verbindung mit einem entsprechenden Ritual und mehr oder minder aufwändiger Vorbereitung wie Bäder, Fasten, Diät, Opfer und Gebete) darauf hoffte, dass er im Traumschlaf einen Hinweis auf eine wirksame Therapie seiner Krankheit erhielte. Im allgemeineren Sinn handelt es sich um eine Bezeichnung für den Schlaf im Tempel, bei dem ein Orakelsuchender Antwort auf seine Frage erhofft. Der Inhalt des Traums war normalerweise nicht unmittelbar verständlich, sondern bedurfte der Deutung durch einen Priester des jeweiligen Heiligtums.
Der Gott des Heiligtums war ab dem 5. Jahrhundert v. Chr. häufig der griechische Heilgott Asklepios, aber nicht der einzige. Die Sleeping Lady, eine figürliche Plastik auf Malta, wird als eine Darstellung des Tempelschlafs gedeutet.
Heiligtümer, an denen die Enkoimesis belegt ist, waren:
| Heilgott                | Ort                             | Quellen |
| ----------------------- | ------------------------------- | --- |
| Amphiaraos              | Knopia bei Theben               | Strabon 9 p. 404. Herodot 8,134. Pindar Pythien 8,39. Nemesian 10,8. Origenes contra Celsum 3,34                            |
| Amphiaraos              | Oropos                          | Hypereides pro Euxenippo p. 8,5 Schneidewin. Pausanias 1,34. Flavius Philostratos vita Apollonii 2,37                       |
| Amphiaraos              | Phlius                          | Pausanias 2,13,6 |
| Amphilochos             | Akarnanien                      | Aelius Aristides I p. 78. Origines contra Celsum 3,34                                                                       |
| Amphilochos             | Mallos in Kilikien              | Pausanias 1,34,3 |
| Asklepios               | Aigai in Kilikien               | Flavius Philostratos vita sophistarum 1,4,1; vita Apollonii 1,7. Eusebius von Caesarea de vita Constantini 3,56             |
| Asklepios               | Athen                           | Aristophanes Der Reichtum 620ff; Die Wespen 122                                                                             |
| Asklepios               | Epidauros                       | Claudius Aelianus de natura animalium 9,33. Strabon 8 p. 374. Pausanias 2,27; 10,38,13. Marinos von Neapolis vita Procli 31 |
| Asklepios               | Kos                             | Strabon 8, p. 374 |
| Asklepios               | Leben auf Kreta                 | Pausanias 2,26,9 |
| Asklepios               | Pergamon                        | Flavius Philostratos vita sophistarum 1,25,4; vita Apollonii 1,7. Herodian 4,8,7                                            |
| Asklepios               | Sikyon                          | Pausanias 2,10,2 |
| Asklepios               | Trikka                          | Strabon 9, 437 |
| Asklepios               | Troizen                         | Claudius Aelianus de natura animalium 9,33                                                                                  |
| Athene                  | Korinth                         | Pindar Olympien 13,66ff |
| Brizo                   | Delos                           | Semos von Delos bei Athenaios 8, 335a                                                                                       |
| Dionysos                | Amphikaia                       | Pausanias 10,33,10 |
| Faunus                  | bei Tibur an der Quelle Albunea | Vergil Aeneis 7,86 |
| Gaia                    | Delphi                          | Euripides Iphigenia Taurica 1230ff                                                                                          |
| Gaia                    | Olympia (?)                     | Pausanias 5,14,10 |
| Hemithea                | Kastabos                        | Diodor 5,62f |
| Herakles                | Hyettos (?)                     | Pausanias 9,24,3 |
| Hermione                | Makedonien (?)                  | Tertullian de anima 46 |
| Isis                    | Tithorea                        | Pausanias 10,32,13 |
| Kalchas                 | am Berg Garganos in Apulien     | Strabon 6, p. 284. Lykophron aus Chalkis 1047–1066                                                                          |
| Machaon                 | Gerenia                         | Pausanias 3,26,9 |
| Mopsos                  | Mallos                          | Plutarch defectu oraculorum 45                                                                                              |
| Nyx                     | Megara                          | Pausanias 1,40,6 |
| Odysseus                | bei den Eurytanern in Ätolien   | Lykophron aus Chalkis 799f                                                                                                  |
| Pan                     | Troizen                         | Pausanias 2,32,5 |
| Pasiphae (mit Ino)      | Thalamai                        | Pausanias 3,26,1. Cicero de divinatione 1,43. Plutarch Agesilaos 9; Kleomedes 7                                             |
| Pluton (mit Persephone) | Charonion von Acharaka          | Strabon 14, p. 649 |
| Podaleirios             | am Berg Garganos in Apulien     | Strabon 6, p. 284. Lykophron aus Chalkis 1049                                                                               |
| Polemokrates            | Eua                             | Pausanias 2,38,6 |
| Protesilaos             | Heroon bei Elaius               | Flavius Philostratos Heroicus 2,6,7                                                                                         |
| Sarapis                 | Kanopus                         | Strabon 17,801. Arrian Alexanderzug 7,6. Plutarch Alexander 76                                                              |
| Sarpedon                | Kilikien                        | Basilius von Seleucia Vita S. Theclae                                                                                       |
| Teiresias               | Orchomenos                      | Plutarch defectu oraculorum 44                                                                                              |
| Trophonios              | Lebadeia                        | Pausanias 9,39 |
| Zalmoxis                | Land der Geten                  | Herodot 4,95f |

In der christlichen Zeit Ägyptens ist der „Heilschlaf“ sowohl durch schriftliche Quellen als auch durch einen Anbau an die Märtyrerkirche der Menasstadt nachgewiesen.
Die Praxis der Inkubation findet sich auch an islamischen Heiligtümern in Gestalt der Istichāra (istiḫāra). Hierbei spricht ein Muslim bestimmte Bittgebete, bevor er sich in dem betreffenden Heiligtum schlafen legt. An den Ritus knüpft sich die Erwartung, dass er für die betreffende Person heilvolle Wirkungen hat.